# Philippa Ndisi-Herrmann
Philippa Ndisi-Herrmann de son vrai nom Philippa Wacera Rabia Ndisi-Herrmann née en 1985 à Bonn en Allemagne, est une productrice, actrice, photographe, poétesse, coach de yoga, astrologue et médium germano-kényane,.

## Biographie
Philippa, seule ou en collaboration avec d'autres cinéastes africains participe à plusieurs projets cinématographiques depuis 2014. Ce sont: The Donkey that Carried the Cloud on its Back (documentaire) en 2014, Seed (court métrage) en 2017, New Moon et Season of Goodbyes en 2018, I Had to Bury Cucu (court métrage) en 2019 et Subterranea (série télévisée) en 2024,,.
Elle remporte plusieurs prix internationaux parmi lesquels le prix œcuménique du jury au Festival International de court métrage d'Oberhausen avec Seed en 2017 et le prix du meilleur documentaire en 2018 avec New Moon au Festival International du Film de Durban,.
En 2011, elle présente ses photographies en collaboration avec le Sundance Institute à Mocada à New York City; et avec le l'Institut Goethe elle le fait au musée national de Nairobi en 2013. 
En 2012, une partie de ses poèmes est publiée dans le magazine américains Reflections: An Anthology of New Work by African Women Poets. 

## Filmographie
2024: Subterranea
2019: I Had to Bury Cucu
2018: New Moon
2018: Season of Goodbyes 
2017: Seed film documentaire
2014: The Donkey that Carried the Cloud on its Back

## Vernissage
2013: Institut Goethe
2011: Sundance Institut

## Prix et récompenses
2018: Meilleur documentaire avec New Moon au Festival International du Film de Durban
2017:  Prix Œcuménique du jury, Festival International du court métrage d'Oberhausen avec Seeds